# 애슈빌 에이시즈
| 애슈빌 에이시즈 |                                 |
| 설립연도        | 2004년                          |
| 해체연도        | 2005년                          |
| 역사            | 애슈빌 에이시즈 (2004년~2005년) |
| 경기장          | 애슈빌 시빅 센터                |
| 연고지          | 노스캐롤라이나주 애슈빌         |
| 상징색          | 파랑, 초록, 은, 하양            |
| 구단주          |                                 |
| 단장            |                                 |
| 감독            |                                 |
| 정규시즌 우승   |                                 |
| 플레이오프 우승 |                                 |
| 영구 결번       |                                 |

애슈빌 에이시즈(Asheville Aces)는 미국 노스캐롤라이나주 애슈빌을 연고지로 하는 2004년부터 2005년까지 SPHL 소속되었던 아이스 하키팀이다.

## 역대 홈경기장
| 경기장           | 사용기간      | 수용인원 | 장소                    | 비고 |
| ---------------- | ------------- | -------- | ----------------------- | ---- |
| 애슈빌 에이시즈  |               |          |                         |      |
| 애슈빌 시빅 센터 | 2004년~2005년 | 7,654명  | 노스캐롤라이나주 애슈빌 | 빈칸 |